# Perizoma minimata
Perizoma minimata là một loài bướm đêm trong họ Geometridae.